# In My Own Words
In My Own Words är R&B-artisten Ne-Yo's debutalbum, utgivet den 28 februari 2006. Albumet är utgivet på Def Jam Recordings.

## Låtlista
- "Stay"
- "Let Me Get This Right"
- "So Sick"
- "When You're Mad"
- "It Just Ain't Right"
- "Mirror"
- "Sign Me Up"
- "I Ain't Gotta Tell You"
- "Get Down Like That"
- "Sexy Love"
- "Let Go"
- "Time"
- "Lonely" (bonusspår i Japan)
- "Get Down Like That (Remix)" (bonusspår i Japan)